# Lösen, Karlskrona kommun
Lösen var före 2015 en av SCB avgränsad och namnsatt småort i Karlskrona kommun, i Lösens socken i Blekinge län. Småorten upphörde 2015 när området växte samman med bebyggelsen i Karlskrona.
Lösen ligger vid Europaväg 22 i utkanten av Lyckeby. Här finns Lösens kyrka och en hembygdsgård. Öster om orten ligger Blekinges äventyrsland, Barnens gård.

## Kända personer från orten
- Olof Håkansson – Talman för Bondeståndet under flera riksdagar på 1700-talet. Begraven i Riddarholmskyrkan.
- Laila Andersson-Palme - Hovsångerska vid Kungliga Operan i Stockholm.